# Spondweni-Virus
Das Spondweni-Virus ist ein RNA-Virus aus der Familie der Flaviviridae, Gattung Orthoflavivirus, nahe verwandt mit dem Zika-Virus (ZIKV), vom International Committee on Taxonomy of Viruses jedoch nicht mehr als eigenständige Spezies registriert (d. h. wohl eher Variante von Orthoflavivirus zikaense oder gar ein Subtyp von ZIKV). Es ist der Auslöser des Spondweni-Fiebers.

## Eigenschaften
Das Spondweni-Virus ist als Arbovirus klassifiziert und wird durch Stechmücken der Familie Culicidae übertragen. Die Reservoirwirte sind vermutlich nichtmenschliche Primaten.

## Struktur

### Genom
Wie andere Flaviviren besitzt es ein RNA-Genom positiver Polarität von etwa 11 Kilobasen. Es besitzt ein offenes Leseraster, aus dem ein Polyprotein gebildet wird.

### Virusproteine
Das Polyprotein wird durch Proteolyse in zehn virale Proteine gespalten. Darunter befinden sich drei Strukturproteine: ein Kapsidprotein C (105 Aminosäuren), ein Prä-Membran/Membranprotein M (187 Aminosäuren) und das Hüllprotein E (505 Aminosäuren) sowie sieben Nichtstrukturproteine: NS1 (352 Aminosäuren), NS2A (226 Aminosäuren), NS2B (130 Aminosäuren), NS3 (Protease, 619 Aminosäuren), NS4A (127 Aminosäuren), NS4B (255 Aminosäuren), NS5 (RNA-Polymerase, 904 Aminosäuren).

### Virion
Das Virion besitzt einen Durchmesser von circa 50 Nanometer und eine ikosaedrische Form der Virushülle und des Kapsids, mit je drei Homodimeren des E-Proteins (Rezeptor, Transmembranprotein und fusogenes Protein) auf jeder Fläche der Außenseite.

## Verbreitung
Bisher wurde das Spondweni-Virus in Nigeria (1952, ursprünglich fälschlicherweise als Zikavirus klassifiziert), Südafrika (1955), Kamerun, Mosambik, Burkina Faso und Papua-Neuguinea entdeckt.

## Symptomatik
Die Symptomatik des Spondweni-Fiebers umfasst Fieber, Übelkeit, Kopf- und Gliederschmerzen und Nasenbluten. Das Spondweni-Virus und das Zika-Virus erzeugen ähnliche Symptome und bilden eine gemeinsame Serogruppe, d. h., es gibt kreuzreaktive Antikörper.

## Systematik

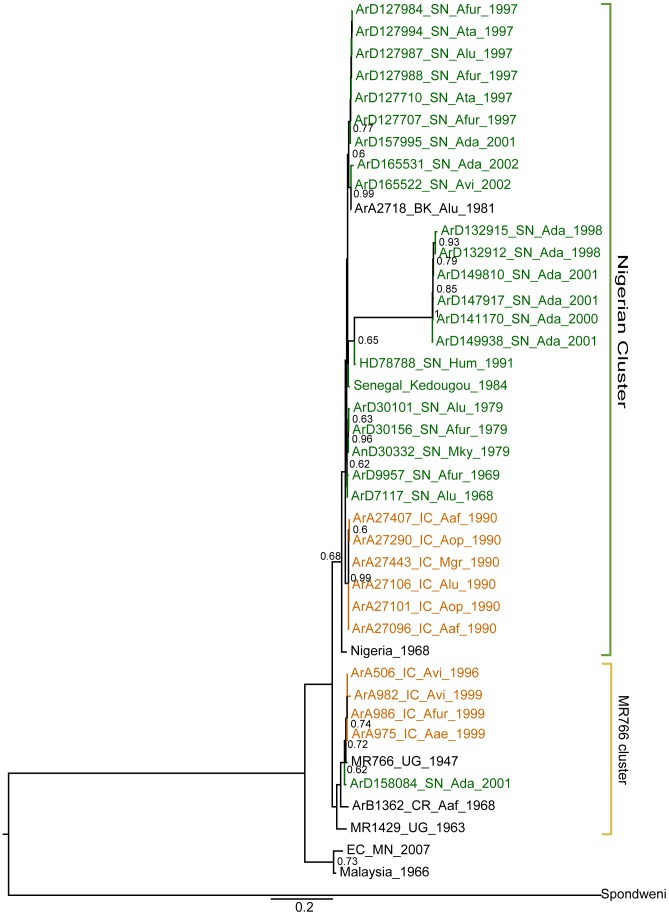
Gemeinsame Klade des Zikavirus (oben) und des Spondweni-Virus (unten)

Am nächsten ist es mit dem Zika-Virus verwandt, mit dem es eine Klade innerhalb der Moskito-übertragenen Flaviviren bildet. Die epidemischen Varianten des Zika-Virus enthalten aus einer vergangenen Rekombination mit dem Spondweni-Virus einen gleichen Abschnitt im Protein NS2B des Zika-Virus. Das Spondweni-Virus besitzt zwei Stämme, Chuku (Nigeria, 68 % identische RNA zum Zikavirus) und SA Ar 94 (Südafrika, 75 % identische RNA zum Zikavirus).